# Tim Menzel
Pas d'image ? Cliquez ici

a Compétitions nationales et continentales officielles uniquement.

b Matchs officiels uniquement.
Dernière mise à jour le 17/07/25.
Tim Menzel est un joueur allemand de rugby à XV évoluant en équipe nationale depuis 2010. Il joue actuellement au poste de demi de mêlée au Niort Rugby Club en Nationale. 

## Biographie
Natif d'Heidelberg, il débute le rugby au sein du TSV Handschuhsheim avec son ami d'enfance, Christopher Hilsenbeck. A l'âge de 16 ans, il est détecté lors d'un stage avec l'équipe d'Allemagne des moins de 16 ans par le club de Colomiers. Il intègre ainsi le centre de formation du club, en compagnie de ses compatriotes Hilsenbeck et Julius Nostadt. Il finit sa scolarité, jusqu'à l'abibac, au sein de l'école allemande de Toulouse. Il décroche sa première sélection en équipe d'Allemagne en 2010, âgé de seulement 18 ans. En 2012 il quitte Colomiers pour rejoindre le centre de formation de l'USA Perpignan. 
À la suite de son passage chez les Espoirs de Perpignan, Menzel intègre le club de Strasbourg en Fédérale 1. Parti rendre visite à son ami Christopher Hilsenbeck à Vannes, Tim Menzel participe à un entraînement avec lui. À la suite de cela, il signe quelques jours après pour devenir joker médical de Clément Payen. C'est ainsi qu'il arrive en Pro D2, où il forme la charnière avec son ami d'enfance. 
Après une saison et demie à Vannes, il rejoint finalement le Rennes EC en Fédérale 1. Il reste deux saisons à Rennes, la seconde étant écourtée à cause de la pandémie de Covid-19. Il signe alors un contrat en faveur du Valence Romans Drôme Rugby, où il évolue en concurrence avec l'international algérien Mathieu Lorée.

## Statistiques

### En club
| 2015-2016 | RC Strasbourg | 8  | 5  |
| 2016-2017 | RC Strasbourg | 12 | 23 |
| 2017-2018 | RC Strasbourg | 7  | 0  |
| 2017-2018 | RC Vannes     | 7  | 0  |
| 2018-2019 | RC Vannes     | 17 | 0  |
| 2019-2020 | Rennes EC     | 18 | 34 |
| 2020-2021 | Rennes EC     | 4  | 0  |
| 2014-2021 | Total         | 73 | 62 |

## Palmarès
- ENC 1B 2012-2014

### En sélection
| Année | Compétition                            | Matchs | Points | Essais | Transf. | Drops | Pénal. |
| ----- | -------------------------------------- | ------ | ------ | ------ | ------- | ----- | ------ |
| 2010  | ENC 1B 2010-2012                       | 2      | -      | -      | -       | -     | -      |
| 2010  | Test                                   | 1      | -      | -      | -       | -     | -      |
| 2011  | ENC 1B 2010-2012                       | 3      | -      | -      | -       | -     | -      |
| 2012  | ENC 1B 2010-2012                       | 1      | -      | -      | -       | -     | -      |
| 2014  | Test                                   | 1      | -      | -      | -       | -     | -      |
| 2015  | ENC 1A 2014-2016                       | 4      | -      | -      | -       | -     | -      |
| 2016  | ENC 1A 2014-2016                       | 4      | -      | -      | -       | -     | -      |
| 2016  | Test                                   | 3      | -      | -      | -       | -     | -      |
| 2017  | REC 2017                               | 4      | -      | -      | -       | -     | -      |
| 2017  | Test                                   | 2      | -      | -      | -       | -     | -      |
| 2018  | REC 2018                               | 1      | 6      | -      | -       | -     | 2      |
| 2018  | REC 2018 (barrage Championship/Trophy) | 1      | -      | -      | -       | -     | -      |
| 2018  | Test                                   | 2      | -      | -      | -       | -     | -      |
| 2018  | Barrage Coupe du monde 2019            | 3      | -      | -      | -       | -     | -      |
| 2019  | REC 2019                               | 5      | -      | -      | -       | -     | -      |
| 2019  | REC 2019 (barrage Championship/Trophy) | 1      | -      | -      | -       | -     | -      |
| Total | Total                                  | 38     | 6      | -      | -       | -     | 2      |